# Psallus assimilis
Psallus assimilis is een wants uit de familie van de blindwantsen (Miridae). De soort werd het eerst wetenschappelijk beschreven door Wolfgang Stichel in 1956.

## Uiterlijk
De donker bruinrode tot oranjebruine wants is, als volwassen dier, altijd macropteer (langvleugelig) en kan 3,5 tot 4 mm lang worden. De wants heeft meestal een donker kleur, de mannetjes zijn oranjebruin langwerpig ovaal, de vrouwtjes zijn ovaal en oranjerood. Het lichaam is bedekt met lichte haartjes. Het uiteinde van het hoornachtige gedeelte van de voorvleugels, de cuneus, is roodoranje. Van de pootjes hebben de dijen een geel uiteinde (bij de vrouwtjes oranjegeel) en geelwitte schenen. De antennes zijn geel, soms bruin. Het begin van het eerste segment is altijd bruin. Psallus assimilis lijkt zeer veel op Psallus variabilis. De vrouwtjes zijn niet van elkaar te onderscheiden. De mannetjes zijn alleen met zekerheid van elkaar te onderscheiden op basis van genitaalpreparaten.

## Leefwijze
Er is één enkele generatie in het jaar. De soort legt eitjes aan het eind van het seizoen die na de winter uitkomen, De wantsen zijn in mei volwassen en kunnen dan tot in juli aangetroffen worden lang bosranden en in parken en tuinen op Spaanse aak (Acer campestre).

## Leefgebied
In Nederland is de soort voor het eerst gevonden in 1985 en is nu nog steeds zeldzaam. De verspreiding is Palearctisch en de soort komt voornamelijk voor in Europa.